# Dash Mihok
Dashiell 'Dash' Mihok (New York, 24 mei 1974) is een Amerikaans acteur.

## Biografie
Mihok werd geboren in New York, en groeide op in de wijk Greenwich Village. Hij doorliep de high school aan de Bronx High School of Science in The Bronx. 
Mihok is vanaf 2009 getrouwd. Hij lijdt aan het syndroom van Gilles de la Tourette, en vertegenwoordigt Jaylens Challenge Foundation, Inc., een organisatie die zich inzet voor de bekendheid van het syndroom en het tegengaan van pesten.

## Filmografie

### Films
Uitgezonderd korte films.
- 2024 Armor
- 2024 Junction - als Matt
- 2022 Wildflower - als Derek
- 2022 Deep Water - als Jonas Fernandez
- 2022 Ray Donovan: The Movie - als Bunchy Donovan
- 2019 All Roads to Pearla - als Oz Bacco
- 2019 Inherit the Viper - als Kyle Knox
- 2018 A Million Little Pieces - als Lincoln
- 2017 Quest - als Tim
- 2017 The Girl Who Invented Kissing - als Victor
- 2016 So B. It - als Roy
- 2016 Car Dogs - als Scott
- 2016 Before I Wake - als Whelan
- 2015 Too Late - als Jesse
- 2014 Fort Bliss - als staf Sergeant Malcolm
- 2012 2nd Serve – als Charles
- 2012 Silver Linings Playbook – als Keogh
- 2011 Trespass – als Ty
- 2011 On the Inside – als Carl Tarses
- 2011 The FP – als Cody
- 2011 The Mortician – als Carver
- 2010 Lifted – als William Matthews
- 2009 The Fish Tank – als Lee
- 2008 Punisher: War Zone – als Martin Soap
- 2008 The Longshots – als Cyrus
- 2007 I Am Legend – als Alpha man
- 2007 Superheroes – als Ben Patchett
- 2007 Sex and Death 101 – als Lester
- 2007 Loveless in Los Angeles – als Dave Randall
- 2007 Firehouse Dog – als Trey Falcon
- 2006 Hollywoodland – als sergeant Jack Paterson
- 2006 10th & Wolf – als Junior
- 2005 Kiss Kiss Bang Bang – als Mr. Braadpan
- 2005 Confessions of a Dog – als ??
- 2004 Mojave – als Dom
- 2004 Hustle – als Paul Janszen
- 2004 The Day After Tomorrow – als Jason Evans
- 2004 Connie and Carla – als Mikey
- 2003 Basic – als Mueller
- 2002 Dark Blue – als Gary Sidwell
- 2002 The Guru – als Rusty McGee
- 2001 One Eyed King – als Bug
- 2001 Finder's Fee – als Bolan
- 2001 Nailed – als Danny McGooch
- 2001 The Journeyman – als Walter P. Higgs III
- 2000 The Perfect Storm – als sergeant Jeremy Mitchell
- 2000 Live Girls – als Brad
- 1999 Whiteboyz – als James
- 1998 The Thin Red Line – als soldaat Doll
- 1998 Telling You – als Dennis Nolan
- 1996 Calm at Sunset – als Marco
- 1996 Romeo + Juliet – als Benvolio
- 1996 Sleepers – als K.C.
- 1996 Foxfire – als Dana Taylor
- 1995 Murderous Intent – als Kevin

### Televisieseries
Uitgezonderd eenmalige gastrollen.
- 2023 Gossip Girl - als Richard Hope - 2 afl.
- 2021 Law & Order: Organized Crime - als Reggie Bogdani - 8 afl.
- 2013-2020 Ray Donovan – als Bunchy Donovan – 82 afl.
- 2015 Gotham - als rechercheur Arnold Flass - 3 afl.
- 2012 Greetings from Home – als Pete – 12 afl.
- 2011 Prime Suspect – als rechercheur Tachenko – 2 afl.
- 2009-2010 The Good Wife – als rechercheur Frank Seabrook – 2 afl.
- 2003 Street Time – als Randy Wiggins – 2 afl.
- 1999 Felicity – als Lynn McKennan – 7 afl.
- 1996-1997 Pearl – als Joey Caraldo – 22 afl.

- Bibsys: 8040445
- Biblioteca Nacional de España: XX5404991
- Gemeinsame Normdatei: 135769892
- International Standard Name Identifier: 0000 0001 1479 1403
- Library of Congress Control Number: no00094491
- MusicBrainz: 5e572cc5-9ac1-4614-9a02-1cfa92161aa0
- Nationale Bibliotheek van Tsjechië: xx0108320
- Nationale Bibliotheek van Israël: 987007422697105171
- Nationale Bibliotheek van Polen: a0000001768553
- Système universitaire de documentation: 244927707
- Virtual International Authority File: 103140359
- WorldCat: E39PBJv4pv7q6D39mWTrTgQpfq